# Сашо Роман
Сашо Роман е български попфолк певец и музикант.

## Биография
Роден е под името Александър Първанов през 1954 г. в гр. Койнаре, област Плевен. На 8-годишна възраст започва да свири на тромпет, тъй като баща му е тромпетист. На 16-годишна възраст влиза в казармата, учи във Военно-музикално училище.
През 1994 г. Сашо Роман започва да свири като тромпетист в Ку-ку бенд. На следващата година стартира самостоятелната си музикална кариера, продуцент на която е Слави Трифонов. Сред станалите по-известни хитове на Сашо Роман са „Дали съм жив“, „Мой ангеле“, „Седем дена, седем нощи“, „Ой, Сашко“, „Гълъбите бели“, „Първородна рожба“, „Дяволска жена“, „Обещание“, „Камасутра“ и други.
През 2007 г. Сашо Роман влиза в листата на БСП за местните избори.
И през 2009 г. Сашо Роман продължава да е председател на читалище „Асен Златаров“ в столичния квартал „Ботев“, където живее. Женен, има 4 деца и 6 внуци.
През 2024 г. е част от тричасовия концерт „Златни хитове“ в Арена София.

## Дискография

### Студийни албуми
- За приятелите (1995)
- Сашо Роман 2 (1996)
- Животът е кратък - изкуството вечно! (1997)
- Без упойка (1998)
- Карузо (дуетен с Бисер Рачев) (1999)[3]
- The King (1999)

### Компилации
- The Best (2002)

### Други песни
- Г-н Директоре (2019)
- Ако някой път (1999)
- Джони (1999)
- Вече късно е (дует с Цветелина) (2006)
- Спомени (дует с Цветелина) (2006)
- Александра